# 6月28日
6月28日（ろくがつにじゅうはちにち）は、グレゴリオ暦で年始から179日目（閏年では180日目）にあたり、年末まであと186日ある。

## できごと

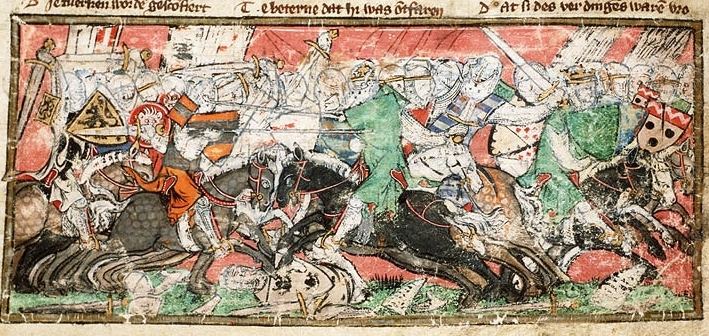
アンティオキア攻囲戦、第1回十字軍の勝利に終わる(1098)

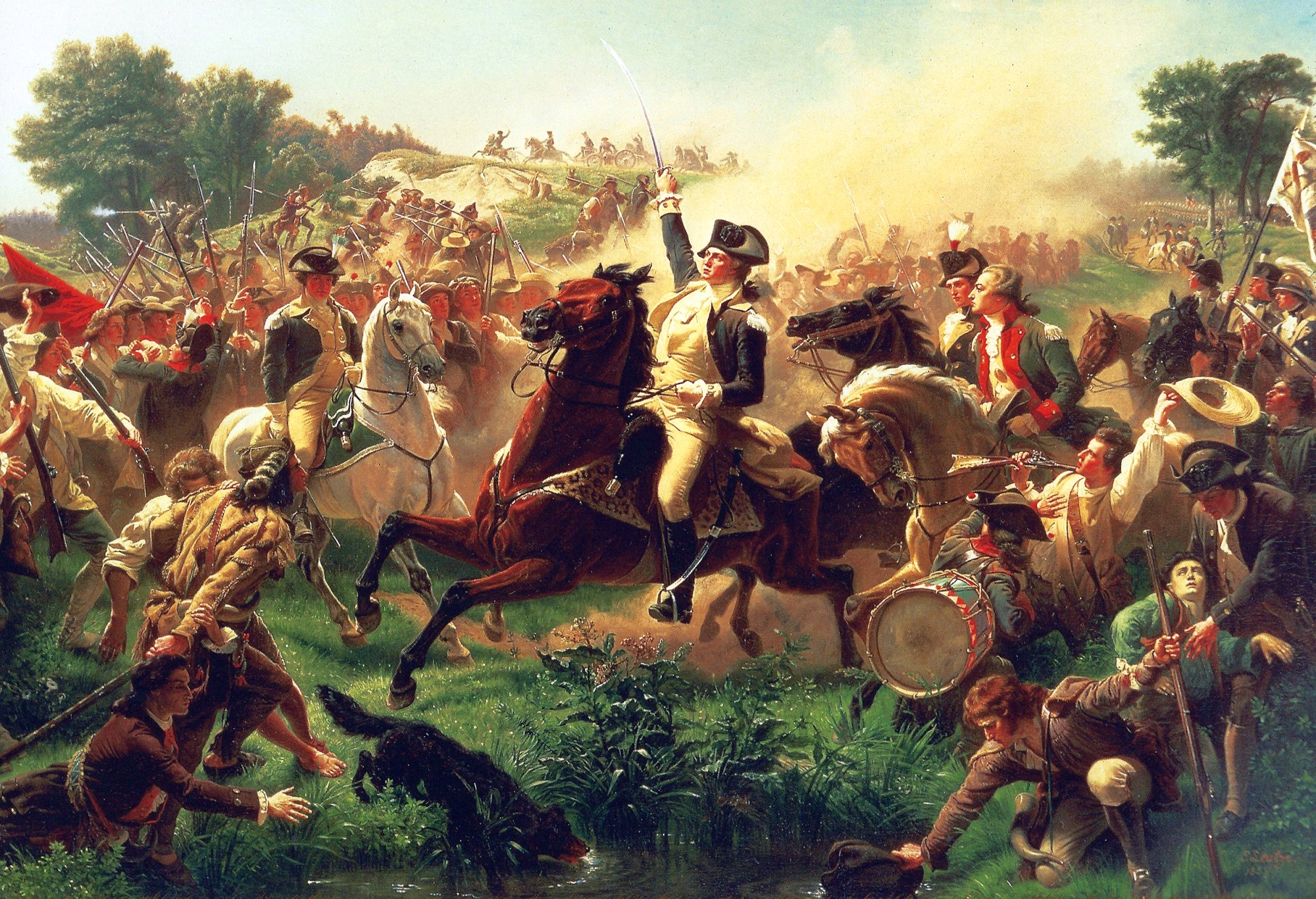
アメリカ独立戦争、モンマスの戦い(1778)

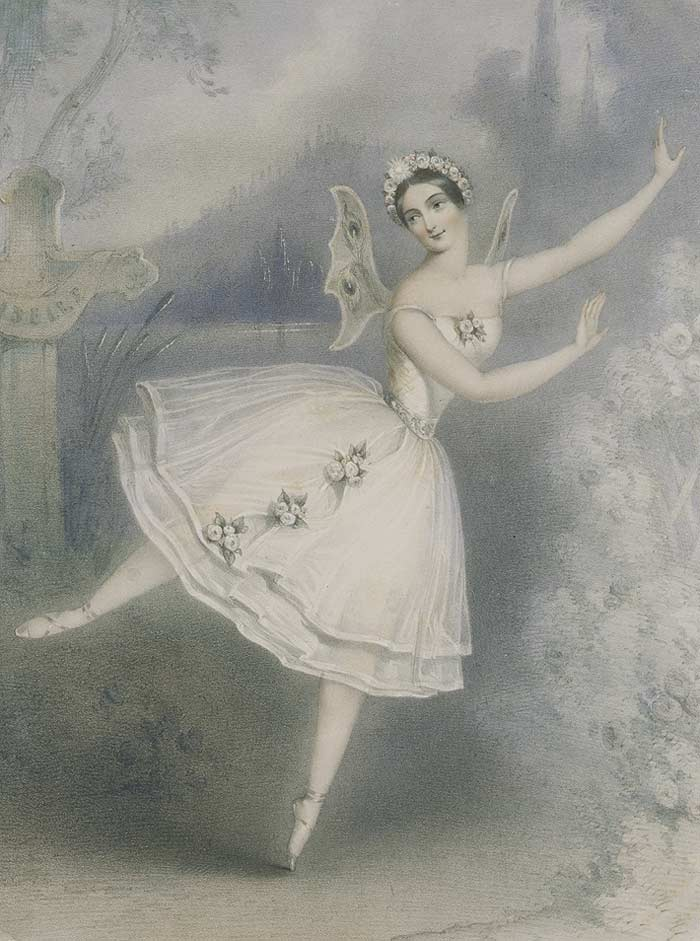
ロマンティック・バレエの代表的作品、『ジゼル』初演(1841)

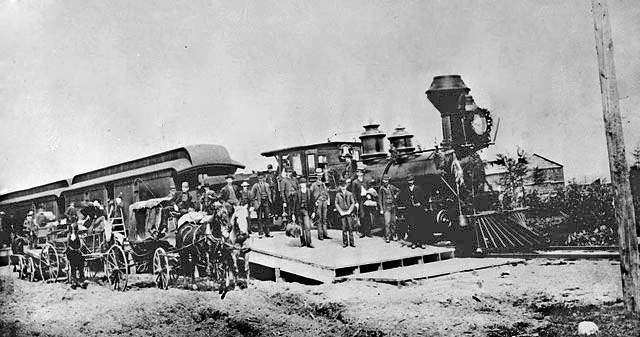
カナダ太平洋鉄道の営業開始(1881)。画像は30日にポート・アーサーに到着した大陸横断列車

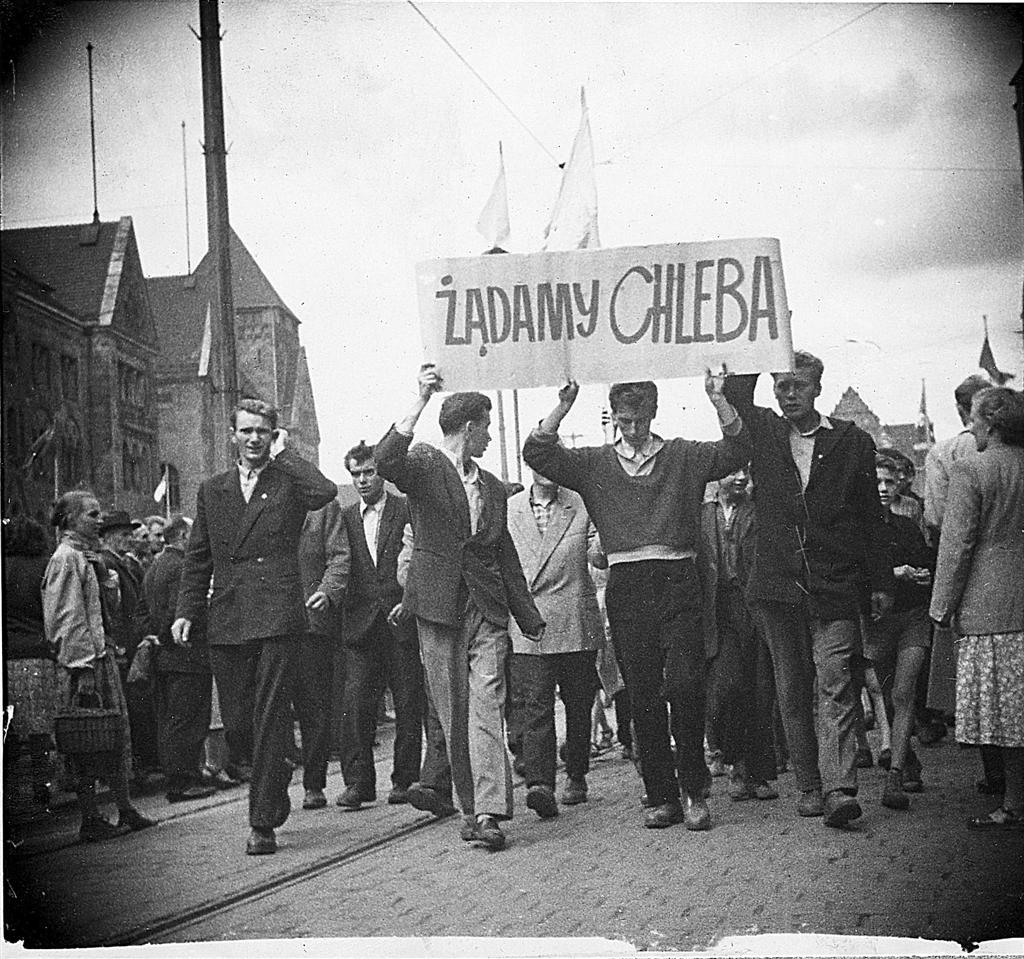
ポーランドで大衆暴動、ポズナン暴動(1956)。画像中の文字は「パンを要求する」

- 1098年 - 第一次十字軍がアンティオキア攻囲戦でモスルのケルボガを破る。
- 1177年（安元3年6月1日） - 俊寛らの平家打倒の謀議（鹿ケ谷の陰謀）が密通され、一味が逮捕される。
- 1193年（建久4年5月28日） - 曾我兄弟の仇討ち。
- 1536年（天文5年6月10日） - 栴岳承芳（後の今川義元）が義兄・玄広恵探の花倉城を攻め落とす。敗走した恵探はその後自害。（花倉の乱）
- 1778年 - アメリカ独立戦争: モンマスの戦い。
- 1838年 - ヴィクトリア女王の戴冠式が行われる。
- 1841年 - パリ・オペラ座でバレエ『ジゼル』が初演[1]。
- 1859年（安政6年5月28日） - 江戸幕府が、米・英・蘭・仏・露に対し、神奈川・長崎・箱館で自由貿易を許可する布告を出す。
- 1866年 - ダービー伯爵エドワード・スミス＝スタンリーがイギリスの首相に就任、3度目の組閣。
- 1875年 - 新聞紙条例・讒謗律を布告。
- 1881年 - オーストリアとセルビアが密約を結び、セルビアはオーストリアの保護国化される。
- 1886年 - カナダ太平洋鉄道の営業が開始され、初の大陸横断列車がモントリオールを出発。
- 1894年 - 労働者の日がアメリカ合衆国の公式の祝日（9月の第1月曜日）に制定される。
- 1895年 - エルサルバドル・ホンジュラス・ニカラグアが中央アメリカ大共和国を結成。
- 1900年 - オーストリア皇太子フランツ・フェルディナントがゾフィーと結婚[2]。
- 1914年 - サラエボ事件。オーストリア皇太子フランツ・フェルディナントとその妃ゾフィーがサラエボで暗殺される。第一次世界大戦のきっかけになった[3]。
- 1919年 - ドイツが連合国と第一次世界大戦の講和条約「ヴェルサイユ条約」を締結する。
- 1922年 - アイルランド自由国軍がダブリンのフォー・コーツを砲撃、アイルランド内戦が勃発。
- 1926年 - ダイムラー・ベンツ社設立（ダイムラー社とベンツ社が合併）
- 1940年 - ソ連がルーマニアに対しベッサラビア・北ブコビナの割譲を要求。
- 1942年 - 第二次世界大戦: ドイツ軍がブラウ作戦を発動する。
- 1945年 - 第二次世界大戦・日本本土空襲: 佐世保大空襲。
- 1948年 -福井平野を震源とするM7.1の福井地震が発生。死者3,769人、家屋の全壊36,184棟、半壊11,816棟、焼失3,851棟の甚大な被害をもたらす。
- 1948年 - ユーゴスラビアがコミンフォルムから除名される[4]。
- 1950年 - 朝鮮戦争: 第一次ソウル会戦が終結。ソウルが陥落、撤退する韓国軍による漢江人道橋爆破事件。
- 1950年 - 巨人の藤本英雄が日本プロ野球史上初の完全試合を達成。
- 1956年 - ポーランドのポズナンで労働者による暴動（ポズナン暴動）。
- 1967年 - イスラエルが、前日に可決された法案に基づき、東エルサレム地域を併合[5][6]。
- 1969年 - ニューヨークでストーンウォールの反乱が起きる。
- 1969年 - 新宿駅西口地下広場で開かれていたベ平連による反戦フォーク集会が暴動化し機動隊と衝突。64名が逮捕された[7]。
- 1979年 - 第5回先進国首脳会議が東京で開催される。初めて日本で開催。
- 1987年 - イラン・イラク戦争を遂行中のイラク軍が化学兵器を用いてクルド人を攻撃。化学兵器で市街地の市民を狙った初のケース[8]。
- 1991年 - ソ連と東欧諸国で構成する経済相互援助会議 (COMECON) が解散。
- 1992年 - 登山家の田部井淳子が、オセアニア最高峰、インドネシアのカルステンツ・ピラミッドの登頂に成功し、女性として世界初の７大陸最高峰登頂者になる[9]。
- 1992年 - エストニアの憲法が採択される。
- 1992年 - JR伊東線来宮駅構内で、貨物列車と東海道線の回送電車が接触し脱線[10]。
- 1996年 - ウクライナの憲法が採択される。
- 1997年 - 神戸連続児童殺傷事件で14歳の少年を逮捕。
- 1997年 - ボクシングのマイク・タイソン対イベンダー・ホリフィールド戦。第3ラウンドでタイソンがホリフィールドの耳を噛み切り反則負けに。
- 1999年 - 坂本龍一の「energy flow」を収録したシングル『ウラBTTB』がインストゥルメンタル曲で初のオリコン週間シングルチャート1位を記録[11]。
- 2004年 - 連合国暫定当局からイラク暫定政権へ主権が移譲され、連合国暫定当局が解散。
- 2005年 - 運輸多目的衛星MTSAT-1R（ひまわり6号）が気象観測機能の本格的運用を開始。
- 2005年 - カナダで、異性間の結婚と同性間の結婚を法的に同一のものとする「市民結婚法」が可決。
- 2006年 - モンテネグロが国際連合に加盟。同年6月22日に採択された安保理決議1691号による。
- 2010年 - 日本の高速道路37路線50区間1626kmで、高速道路無料化社会実験が開始。
- 2013年 -  アメリカのアリゾナ州のヤーネルヒル近辺で山火事が発生（ヤーネルヒル火災）。
- 2014年 - 首都圏中央連絡自動車道（圏央道）の相模原愛川IC - 高尾山IC間が開通。東名高速道路・中央自動車道・関越自動車道と繋がる。
- 2018年 - 週刊少年チャンピオンの野球マンガ『ドカベン』が連載を終了、46年の歴史に幕を下ろす[12]。
- 2019年 - G20首脳会合（G20サミット）を大阪府で開催。
- 2021年 - 千葉県八街市で、市立朝陽小学校から下校中の児童に、飲酒運転の大型トラックが突っ込み、児童5人が死傷する事故が発生[13]。

## 誕生日

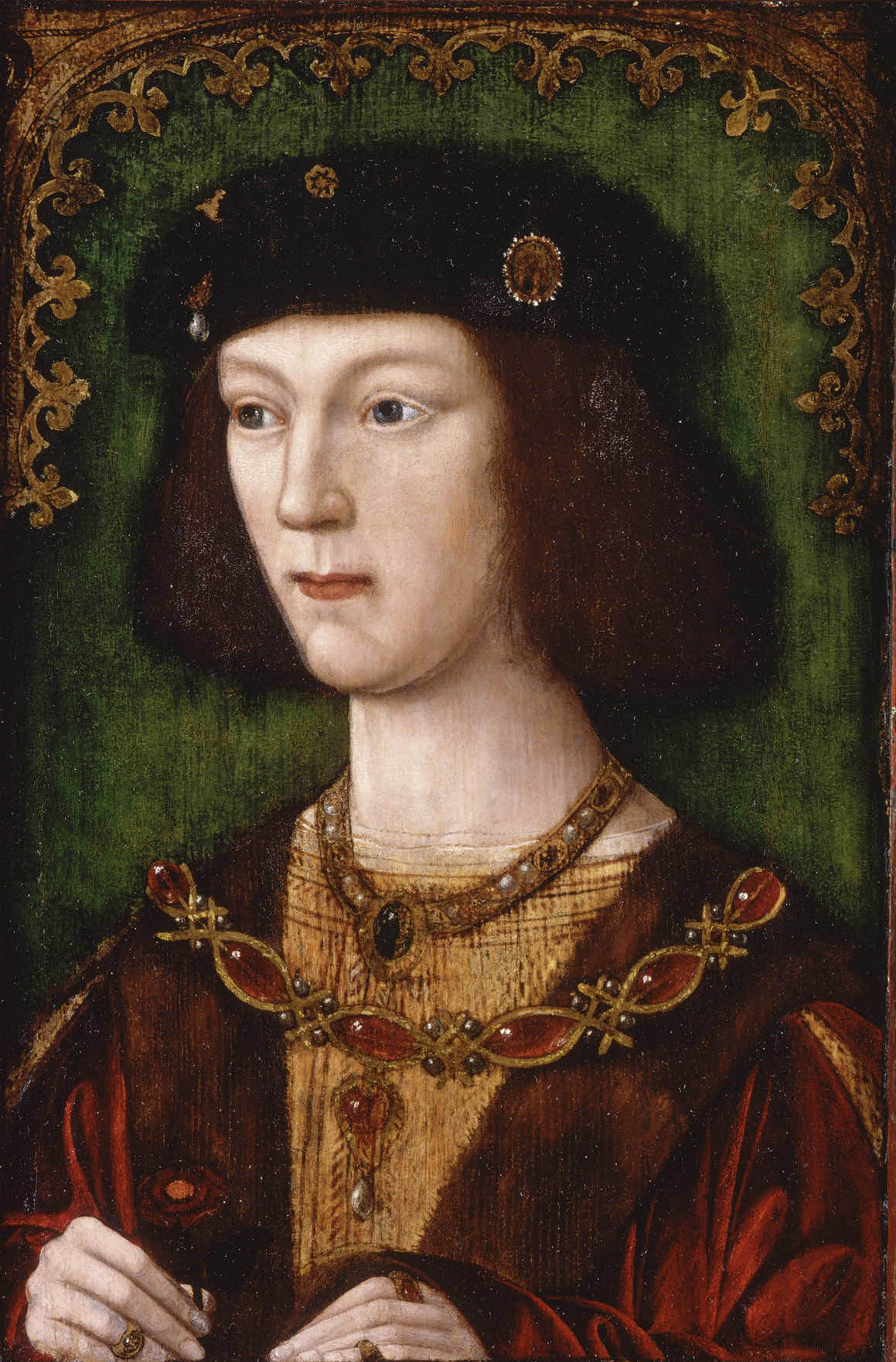
イングランド王ヘンリー8世(1491-1547)誕生。イングランド国教会をローマ・カトリック教会から離脱させた。

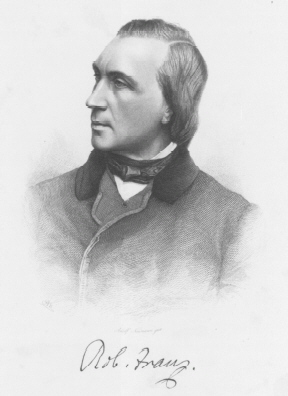
リート作曲家ローベルト・フランツ(1815-1892)誕生。

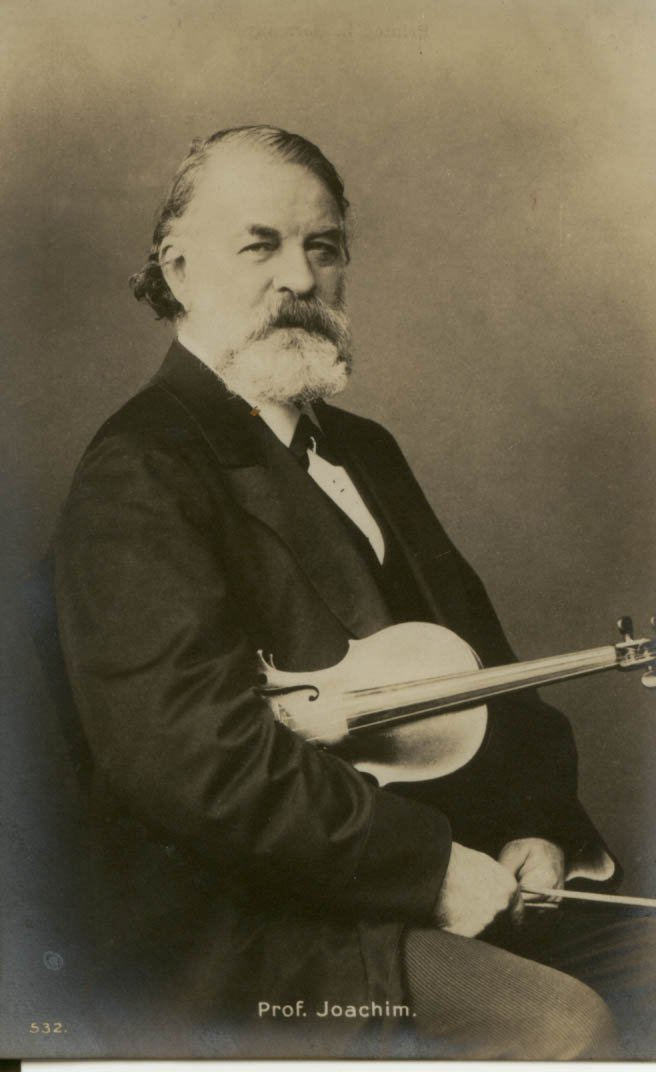
ヴァイオリニストヨーゼフ・ヨアヒム(1831-1907)誕生。

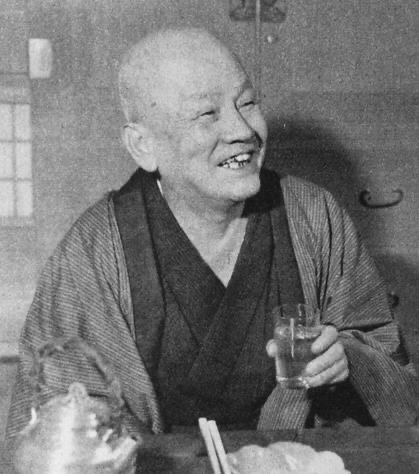
落語家五代目古今亭志ん生(1890-1973)誕生。

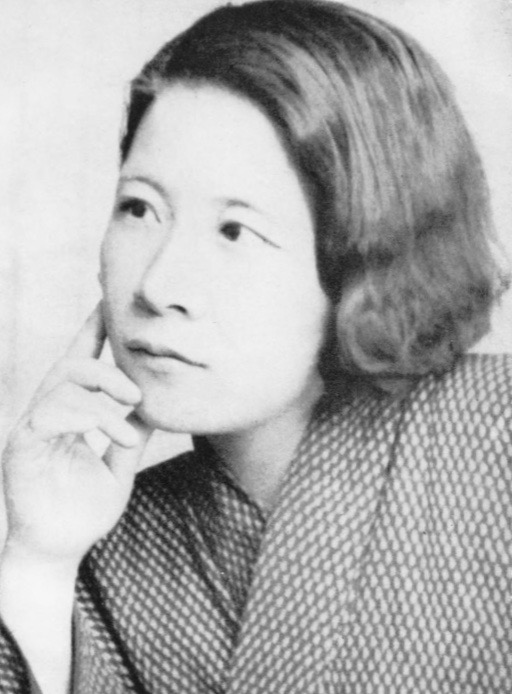
小説家林芙美子(1903-1951)誕生。

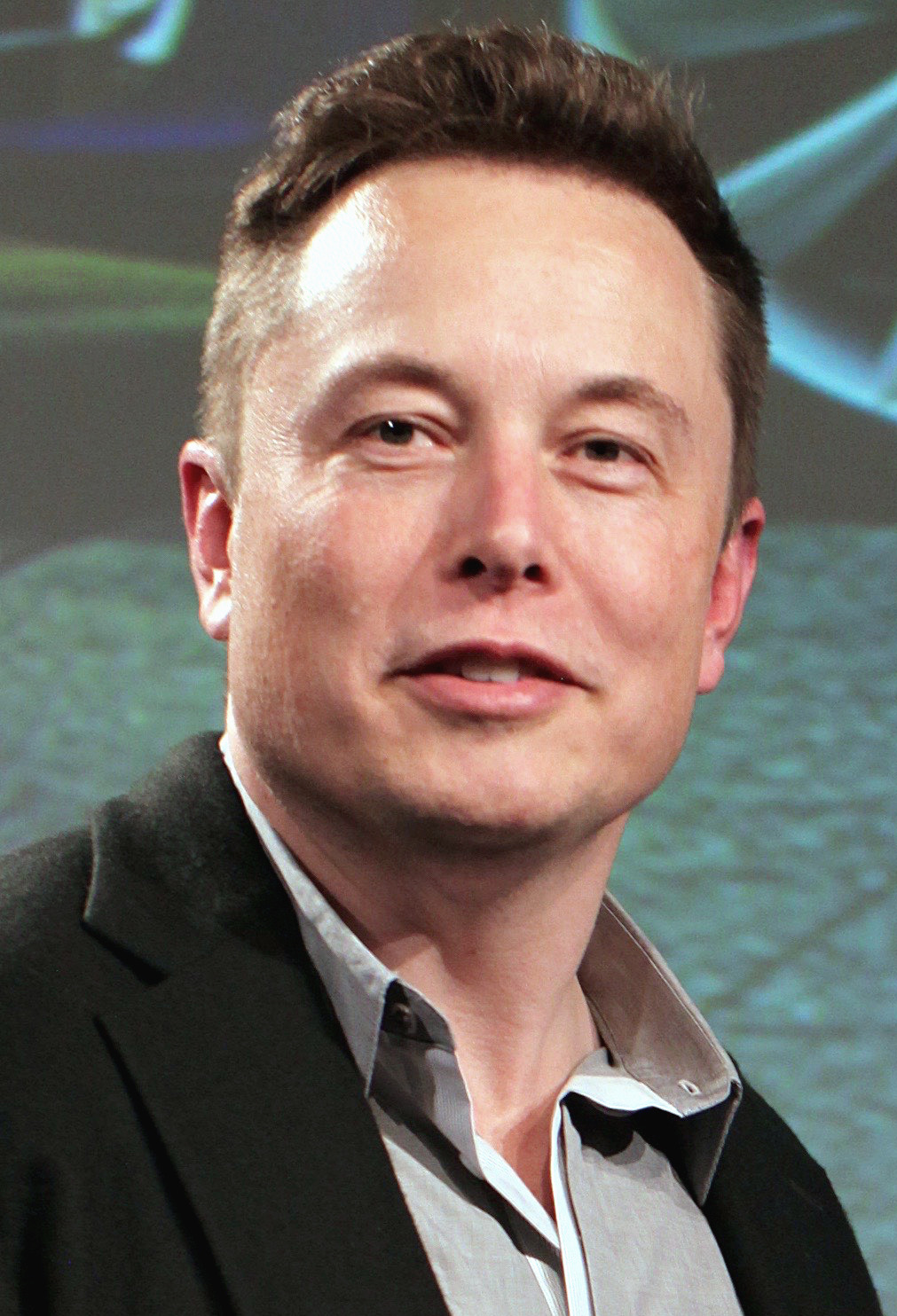
スペースX社CEO、イーロン・マスク(1971-)誕生。

- 1243年（寛元元年6月10日） - 後深草天皇、第89代天皇（+ 1304年）
- 1491年 - ヘンリー8世、イングランド王（+ 1547年）
- 1577年 - ピーテル・パウル・ルーベンス、画家（+ 1640年）
- 1644年（正保元年5月24日） - 徳川綱重、徳川家光の三男、甲府藩主（+ 1678年）
- 1712年 - ジャン＝ジャック・ルソー、思想家（+ 1778年）
- 1786年 （天明3年6月3日）- 分部光邦、第9代大溝藩主 （+ 1810年）
- 1791年 （寛政3年11月29日）- 大久保忠保、第6代烏山藩主 （+ 1848年）
- 1815年 - ローベルト・フランツ、作曲家（+ 1892年）
- 1815年 （文化12年5月21日）- 牧野貞一、第5代笠間藩主 （+ 1840年）
- 1818年 - アンジェロ・セッキ、天文学者（+ 1878年）
- 1824年 - ピエール・ポール・ブローカ、医学者（+ 1880年）
- 1825年 - エミール・エルレンマイヤー、化学者（+ 1909年）
- 1831年 - ヨーゼフ・ヨアヒム、ヴァイオリニスト・指揮者、作曲家（+ 1907年）
- 1867年 - ルイジ・ピランデルロ、劇作家、小説家、詩人（+ 1936年）
- 1869年 - 磯田粂三郎、衆議院議員、弁護士（+ 1934年）
- 1875年 - アンリ・ルベーグ、数学者（+ 1941年）
- 1882年 - 滝田樗陰、編集者（+ 1925年）
- 1886年 - アロイーズ・コルバス、画家（+ 1964年）
- 1888年 - シュテフィ・ゲイエル、ヴァイオリニスト（+ 1956年）
- 1893年 - 榊原郁三、実業家（+ 1974年）
- 1895年 - シシリー・メアリー・バーカー、挿絵画家、児童文学作家（+ 1973年）
- 1902年 - ピエール・ブリュネ、フィギュアスケート選手（+ 1991年）
- 1906年 - 植田義巳、バスケットボール指導者（+ 1996年）
- 1906年 - マリア・ゲッパート＝メイヤー、物理学者 (+ 1985年)
- 1909年 - 中島治康、元プロ野球選手、監督（+ 1987年）
- 1912年 - セルジュ・チェリビダッケ、指揮者（+ 1996年）
- 1913年 - ジョージ・ロイド、作曲家（+ 1998年）
- 1916年 - 呉昌征、元プロ野球選手（+ 1987年）
- 1919年 - 野間千代三、政治家、衆議院議員（+ 1977年）
- 1921年 - ナラシンハ・ラーオ、政治家、第12代インド首相（+ 2004年）
- 1928年 - ハンス・ブリックス、政治家
- 1928年 - ジョン・スチュワート・ベル、物理学者（+1990年）
- 1930年 - 三波伸介、喜劇俳優、コメディアン（+ 1982年）
- 1930年 - イタマール・フランコ、政治家、第33代ブラジル連邦共和国大統領（+ 2011年）
- 1932年 - パット・モリタ、俳優 （+ 2005年）
- 1935年 - 安藤順三、元プロ野球選手
- 1937年 - 野口武彦、日本文学者、文芸批評家、神戸大名誉教授（+ 2024年）
- 1938年 - 佐野洋子、作家、エッセイスト（+ 2010年）
- 1941年 - 上久雄、サッカー選手、指導者
- 1942年 - 土井正三、元プロ野球選手、監督（+ 2009年）
- 1942年 - 中村豪、高校野球指導者
- 1943年 - 千田啓介、元プロ野球選手
- 1943年 - 鳩山幸、鳩山由紀夫夫人
- 1943年 - 作道烝、元プロ野球選手
- 1944年 - ハル・ブリーデン、元プロ野球選手（+ 2021年）
- 1944年 - 山本忠男、元プロ野球選手
- 1945年 - 山原玲子、アナウンサー
- 1946年 - ロバート・アスプリン、SF作家（+ 2008年）
- 1946年 - ブルース・デイヴィソン、俳優
- 1947年 - ロビン・ダンバー、人類学者、進化生物学者
- 1947年 - ドロシー・アンステット、1968年ミスUSA
- 1947年 - 小池光、歌人
- 1948年 - 石川賢、漫画家（+ 2006年）
- 1948年 - 鎌田實、医師、作家
- 1948年 - 杉村升、脚本家（+ 2005年）
- 1948年 - 鈴木弘、元プロ野球選手
- 1949年 - 佐藤洋二郎、小説家
- 1949年 - ドン・ベイラー、元プロ野球選手（+ 2017年）
- 1951年 - あや秀夫、漫画家
- 1952年 - 池谷公二郎、元プロ野球選手
- 1953年 - 福田功、元プロ野球選手
- 1954年 - アリス・クリーグ、女優
- 1955年 - 金子吉延、俳優
- 1956年 - 李来発、元プロ野球選手（+ 2024年）
- 1957年 - 青山久人、元プロ野球選手
- 1957年 - 菊地幸夫、弁護士
- 1958年 - 弓岡敬二郎、元プロ野球選手
- 1958年 - セルゲイ・シャフライ、フィギュアスケート選手
- 1958年 - 根本敬、漫画家
- 1959年 - ジョン・シェリー、画家
- 1959年 - 田渕久美子、脚本家
- 1959年 - 渡辺和昭、アナウンサー
- 1960年 - 福良淳一、元プロ野球選手、監督
- 1960年 - ジョン・エルウェイ、元アメリカンフットボール選手
- 1961年 - 西岡良洋、元プロ野球選手
- 1961年 - 遠藤憲一、俳優、ナレーター
- 1961年 - 上野敬三、元プロ野球選手
- 1962年 - 松林和雄、元プロ野球選手
- 1963年 - 長峰由紀、アナウンサー
- 1963年 - 高橋幹夫、政治家
- 1963年 - 田子譲治、元プロ野球選手
- 1964年 - ケビン・ライマー、元プロ野球選手
- 1965年 - 赤土眞弓、声優
- 1966年 - 田島裕和、元騎手
- 1966年 - フランク・ボーリック、元プロ野球選手
- 1966年 - 中村あゆみ、ミュージシャン
- 1966年 - メアリー・スチュアート・マスターソン、女優
- 1967年 - きたがわ翔、漫画家
- 1968年 - 重松花鳥、女優、声優、ナレーター
- 1968年 - 三浦隆志、元アナウンサー
- 1969年 - 橋本剛、政治家、農水官僚
- 1969年 - 矢部敬三、俳優
- 1969年 - アイェレット・ゾラー、女優
- 1969年 - ステファヌ・シャピュイサ、元サッカー選手
- 1971年 - 木村亜希子、声優
- 1971年 - 藤原紀香、タレント
- 1971年 - ファビアン・バルテズ、元サッカー選手
- 1971年 - イーロン・マスク、起業家、スペースX社CEO
- 1972年 - マリア・ブッテルスカヤ、フィギュアスケート選手
- 1973年 - 瀧口修央、俳優
- 1973年 - 萬木善之、フラワーデザイナー
- 1973年 - フロスト、ミュージシャン
- 1974年 - 水野美紀、女優
- 1974年 - 有坂美香、歌手
- 1975年 - ジョン・ノトヴェイト、ミュージシャン（+ 2006年）
- 1976年 - 三谷英弘、政治家、弁護士
- 1976年 - 川口憲史、元プロ野球選手
- 1976年 - 浅越しのぶ、元テニス選手
- 1976年 - 遠藤良平、元プロ野球選手
- 1976年 - セス・ウェスコット、スノーボーダー
- 1977年 - DJ KOHNO、DJ（元ケツメイシ）
- 1977年 - 田村幸士、俳優
- 1977年 - 隅田かずあさ、漫画家、イラストレーター
- 1978年 - ハ・ジウォン、女優
- 1978年 - ネゴシックス、お笑い芸人
- 1979年 - フェリシア・デイ、女優
- 1981年 - 杉田尚、漫画家
- 1981年 - 齋藤めぐみ、タレント
- 1981年 - 清水智信、元プロボクサー
- 1981年 - ブランドン・フィリップス、プロ野球選手
- 1981年 - マラ・サンタンジェロ、テニス選手
- 1981年 - ヴァシル・キリエンカ、自転車競技選手
- 1982年 - 渡邊奈央、シンガーソングライター
- 1982年 - 松波太郎、小説家
- 1982年 - 椿隆之、俳優
- 1982年 - 早坂ひとみ、タレント、元AV女優
- 1983年 - 三浦太郎、ギター奏者（フレンズ）
- 1983年 - 平野将光、元プロ野球選手
- 1983年 - 金永光、サッカー選手
- 1985年 - 山本隆弥、讀賣テレビ放送アナウンサー
- 1985年 - 中村中、シンガーソングライター
- 1986年 - 丸山貴史、元プロ野球選手
- 1986年 - 三森すずこ、声優（ミルキィホームズ、μ's）
- 1986年 - 辻岡義堂、日本テレビアナウンサー
- 1987年 - 日向葵、グラビアアイドル
- 1987年 - 工藤大輝、歌手、ダンサー（Da-iCE）
- 1987年 - 菊池彩花、元スピードスケート選手
- 1987年 - 麻生知史、元プロ野球選手
- 1988年 - 近藤唯、声優
- 1988年 - 分島花音、歌手、チェリスト
- 1988年 - 濱田岳、俳優
- 1988年 - ニコライ・ミハイロフ、サッカー選手
- 1989年 - 梅田尚通、元プロ野球選手
- 1989年 - 水口大地、元プロ野球選手
- 1989年 - 木暮郁哉、サッカー選手
- 1989年 - 宮澤裕樹、サッカー選手
- 1990年 - 尾高杏奈、元女優
- 1990年 - 松原汐織、ファッションモデル
- 1990年 - 井上はるか、フィギュアスケート選手
- 1990年 - 浅野優貴、歌手、俳優
- 1990年 - ドーグラス・マラドーナ・カンポス・ダンギ、サッカー選手
- 1990年 - トーマス・パルマー、自転車競技選手
- 1991年 - カン・ミンヒョク、歌手（CNBLUE）
- 1991年 - 小山ひかる、ファッションモデル、歌手（元HINOIチーム）
- 1991年 - アンジェリカ・シドロワ[14]、陸上競技選手
- 1991年 - ソヒョン、歌手（少女時代）
- 1991年 - 昆夏美、女優、歌手
- 1992年 - 三樹加奈、ラグビーユニオン選手
- 1992年 - 小原好美、声優
- 1992年 - エレイン・トンプソン[15]、陸上競技選手
- 1992年 - オスカル・ヒリェマルク、サッカー選手
- 1993年 - ブラッドリー・ビール、バスケットボール選手
- 1994年 - 斉藤真木子、アイドル（元SKE48）
- 1994年 - 柚木亜里紗、ローカルタレント、女優
- 1995年 - 関根大気、プロ野球選手
- 1995年 - 武蔵龍也、プロレスラー
- 1996年 - 中野拓夢、プロ野球選手
- 1997年 - 中江友梨、歌手（東京女子流）
- 1998年 - 星川あかり、野球選手
- 1998年 - 松山奈未、バドミントン選手
- 1999年 - 尾本侑樹奈、女優
- 2002年 - 三田真鈴、AV女優
- 2003年 - 長瀬結星、アイドル（ジュニア、少年忍者）
- 2003年 - 橋本桃呼、アイドル（高嶺のなでしこ）
- 2003年 - リク、アイドル（NCT、NCT WISH）
- 2003年 - 菅井信也、プロ野球選手
- 2004年 - 平美乃理、ファッションモデル
- 2005年 - 山﨑愛生、歌手（モーニング娘。）
- 2005年 - 倉島杏実、アイドル（SKE48）
- 2006年 - 乾健斗、プロ野球選手
- 2013年 - 鈴木楽、子役
- 生年不詳 - にしむらともこ、漫画家
- 生年不詳 - 柴田容子、シンガーソングライター、ラジオパーソナリティ
- 生年不詳 - 秋保佐永子、声優

## 忌日

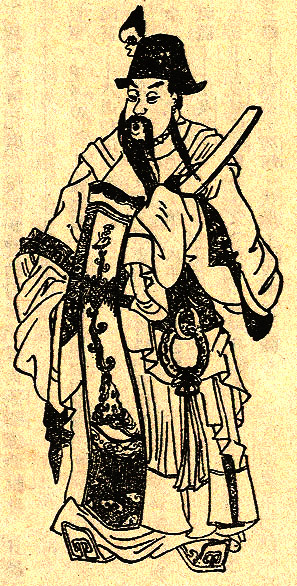
後漢末期の武将袁紹(?-202)没。官渡の戦い敗戦簿病没した。

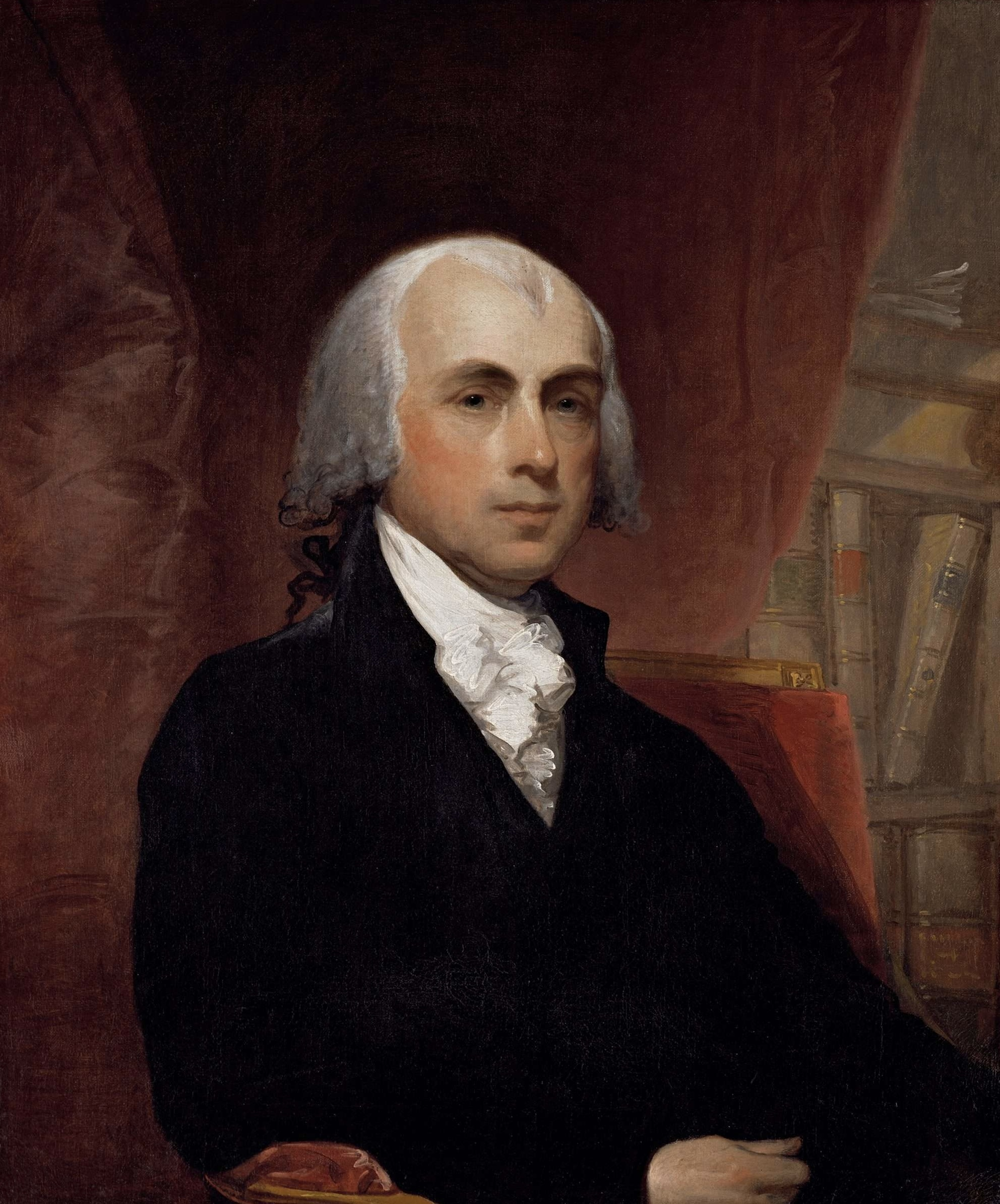
第4代アメリカ合衆国大統領ジェームズ・マディソン(1751-1836)没。

- 202年（建安7年5月21日） - 袁紹、三国時代の武将
- 548年 - テオドラ、ユスティニアヌス1世の皇后（* 500年頃）
- 1031年（長元4年6月6日） - 平忠常、平安時代の武将（* 975年?）
- 1193年（建久4年5月28日） - 曾我祐成、鎌倉時代の武将（* 1172年）
- 1193年（建久4年5月28日） - 工藤祐経、鎌倉幕府の御家人
- 1194年（紹熙5年6月9日） - 孝宗、第2代南宋皇帝（* 1127年）
- 1385年 - アンドロニコス4世パレオロゴス、東ローマ皇帝（* 1348年）
- 1389年 - ラザル・フレベリャノヴィチ、セルビア侯（* 1329年）
- 1590年（天正18年5月27日） - 堀秀政、戦国武将（* 1553年）
- 1616年（元和2年5月15日） - 下間仲孝、本願寺氏の坊官（* 1551年）
- 1813年 - ゲルハルト・フォン・シャルンホルスト、プロイセンの参謀総長（* 1755年）
- 1815年（文化12年5月21日） - 鳥居清長、浮世絵師（* 1752年）
- 1836年 - ジェームズ・マディソン、政治家、第4代アメリカ合衆国大統領（* 1751年）
- 1852年 - ウィルヘルム・ヒージンガー、化学者（* 1766年）
- 1889年 - マリア・ミッチェル、天文学者（* 1818年）
- 1914年 - フランツ・フェルディナント大公、オーストリア皇太子（* 1863年）
- 1914年 - ゾフィー・ホテク、フランツ・フェルディナント大公夫人（* 1868年）
- 1918年 - アルバート・マンセル、マンセル表色系の発案者（* 1858年）
- 1919年 - ペトロー・ボルボチャーン、ウクライナ・コサックのオタマーン（* 1883年）
- 1934年 - 田島錦治、経済学者（* 1867年）
- 1940年 - イタロ・バルボ、イタリア空軍大臣（* 1896年）
- 1945年 - ジョニー・ハイケンス、作曲家（* 1884年）
- 1951年 - 林芙美子、小説家（* 1903年）
- 1962年 - ミッキー・カクレーン、元プロ野球選手（* 1903年）
- 1963年 - フランク・ベーカー、元プロ野球選手（* 1886年）
- 1966年 - デイビッド・カーティス・スティーブンソン、クー・クラックス・クラン幹部（* 1891年）
- 1971年 - フランツ・シュタングル、ナチス・ドイツの絶滅収容所所長（* 1908年）
- 1975年 - コンスタンティノス・ドクシアディス、都市計画家（* 1913年）
- 1975年 - ロッド・サーリング、テレビ脚本家（* 1924年）
- 1976年 - ヤコフ・ザーク、ピアニスト（* 1913年）
- 1981年 - テリー・フォックス、カナダの国民的英雄として知られる人物（* 1958年）
- 1983年 - 沖雅也、俳優（* 1952年）
- 1984年 - クロード・シュヴァレー、数学者（* 1909年）
- 1989年 - ヨリス・イヴェンス、映画監督（* 1898年）
- 1992年 - ミハイル・タリ、第10代チェスの世界チャンピオン（* 1936年）
- 1993年 - ボリス・クリストフ、バス・オペラ歌手（* 1914年）
- 1993年 - GGアリン、パンク・ロック歌手（* 1956年）
- 1994年 - 海部八郎、実業家、元国際汽船社長、元ロイヤル建設社長（* 1923年）
- 1994年 - 神吉拓郎、小説家（* 1928年）
- 1996年 - 山形勲、俳優（* 1915年）
- 1997年 - 藤島泰輔、小説家、評論家、新聞記者（* 1933年）
- 1997年 - 佐貫亦男、航空宇宙評論家（* 1908年）
- 1999年 - 田中千代、教育者、服飾デザイナー（* 1906年）
- 1999年 - ヴェア・バード、政治家、アンティグア・バーブーダ首相（* 1910年）
- 2002年 - 平澤彌一郎、運動生理学者（* 1923年）
- 2003年 - ヴィム・スライクハイス、陸上競技選手（* 1923年）
- 2003年 - 岸田理生、劇作家、演出家、小説家、翻訳家（* 1946年）
- 2004年 - 四元義隆、実業家、政治家秘書、元三幸建設工業社長（* 1908年）
- 2004年 - 野沢尚、脚本家、小説家（* 1960年）
- 2007年 - 宮澤喜一、政治家、第78代内閣総理大臣（* 1919年）
- 2007年 - 熊田誠、化学者、京都大学名誉教授（* 1920年）
- 2007年 - 中江真司、声優、ナレーター（* 1935年）
- 2007年 - 風水嵯峨、作曲家（* 1963年）
- 2008年 - 嘉藤栄吉、アマチュア野球選手（* 1917年）
- 2008年 - 小林政子、政治家（* 1924年）
- 2008年 - 佐々木久子、随筆家（* 1927年）
- 2008年 - ルスラナ・コルシュノワ、ファッションモデル（* 1987年）
- 2009年 - 加藤充、政治家、弁護士（* 1909年）
- 2009年 - 兪賢穆、映画監督（* 1925年）
- 2009年 - ビリー・メイズ、ダイエット・コーディネーター、通信販売番組司会者（* 1958年）
- 2010年 - 佃公彦、漫画家（* 1930年）
- 2011年 - 小林修、声優（* 1934年）
- 2011年 - 渡辺長助、元プロ野球選手（* 1956年）
- 2011年 - セーラ・ロウエル、タレント、モデル（* 1960年）
- 2012年 - 小野ヤスシ、タレント、俳優（* 1940年）
- 2013年 - マット・ボーン、プロレスラー（* 1957年）
- 2014年 - メシャック・テイラー、俳優（* 1947年）
- 2014年 - 戸嶋秀夫、ラグビー選手（* 1954年）
- 2015年 - 御手洗玄洋、生理学者、名古屋大学名誉教授（* 1921年）
- 2015年 - 琉王優貴、大相撲力士（* 1945年）
- 2015年 - うえだひでひと、アニメーション演出家、アニメーション監督（* 1953年）
- 2016年 - 稲川誠一、実業家、元スズキ会長（* 1925年）
- 2016年 - スコティ・ムーア、ギタリスト（* 1931年）
- 2017年 - 佐々木正美、児童精神科医（* 1935年）
- 2017年 - 森慎二、元プロ野球選手（* 1974年）
- 2018年 - ハーラン・エリスン、SF作家、脚本家 （*1937年）
- 2018年 - 坂本廣子、料理研究家（* 1946年）
- 2018年 - エリシャ・オベド、プロボクサー、元WBC世界ジュニアミドル級王者（* 1952年）
- 2018年 - デニス・アキヤマ、俳優、声優（* 1952年）
- 2019年 - 上田閑照、哲学者、京都大学名誉教授（* 1926年）
- 2019年 - 百々登美子、歌人（* 1929年）
- 2020年 - 申紀蘭、政治家、全国人民代表大会代表（* 1929年）
- 2020年 - ウイリー沖山、歌手 (*1933年)
- 2021年 - バートン・グリーン、ジャズピアニスト（* 1937年）
- 2021年 - 大隅多一郎、実業家、元日鉄海運（現NSユナイテッド海運）社長（* 1942年）
- 2022年 - カシルダ・ベネガス、スーパーセンテナリアン（* 1907年）
- 2022年 - 佐野浅夫、俳優（* 1925年）
- 2022年 - マルティン・バンゲマン、政治家、元ドイツ経済相、元欧州委員会委員（* 1934年）
- 2022年 - 宮谷一彦、漫画家（* 1945年）
- 2022年 - 笹木竜三、政治家（* 1956年）
- 2023年 - 嶺井政治、実業家、元沖縄県副知事、元沖縄電力社長（* 1922年）
- 2023年 - 小森香子、詩人、社会運動家（* 1930年）
- 2024年 - 津久井督六、実業家、ツクイ創業者（* 1936年）
- 2024年 - ランド・バルトリーニ、テノール・オペラ歌手（* 1937年）
- 2024年 - オーランド・セペダ、元プロ野球選手（* 1937年）
- 2024年 - マキノ正幸、実業家、沖縄アクターズスクール創設者（* 1941年）
- 2024年 - コン・ナイ、ミュージシャン、チャペイ奏者（* 1944年）
- 2024年 - ジム・バローズ、アルペンスキーヤー、スキージャンパー、スキー指導者（* 1944年）
- 2024年 - モハメド・オスマン・ジャワリ、弁護士、政治家、元ソマリア大統領代行（* 1945年）
- 2024年 - 菱沼千明、工学者、東京工科大学名誉教授（* 1947年）
- 2025年 - 三善清達、音楽評論家（* 1926年）

### 人物以外（動物など）
- 2018年 - カイくん、北海道犬、ソフトバンクCMタレント（* 2003年）

## 記念日・年中行事
- 貿易記念日（ 日本）
安政6年5月28日（新暦1859年6月28日）、江戸（徳川）幕府がアメリカ・イギリス・フランス・ロシア・オランダの五か国との間に結んだ友好通商条約に基づき、横浜・長崎・箱館（函館）の各航で自由貿易の開始を布告したことにちなみ、1963年の閣議決定で制定[16]。
- パフェの日（ 日本）
1950年のこの日に、巨人の藤本英雄が日本プロ野球史上初のパーフェクトゲーム（完全試合）を達成したことにちなみ、「パフェ(parfait)」がフランス語で「完全な（パーフェクト）」という意味であることから[17]。制定時期や提唱者は不明[注 1]。ちなみに、6と28という数字は共に完全数である。
- 憲法記念日（英語版）（ ウクライナ）
1996年の6月28日にウクライナ憲法が可決されたことにちなみ、ウクライナで祝日に指定されている。
- JAZZりんごの日（ 日本）
ニュージーランド産のJAZZりんごの美味しさを広めることを目的にT＆GJAPAN株式会社が制定。日付はJAZZりんごが初めて日本に輸入された2011年6月28日から[18]。
- 那須波切不動尊火まつり（大柴燈護摩祈願祭）（ 日本）
栃木県那須塩原市の金乗院で、毎年行われる火祭り。金乗院は、関東三霊場のひとつに数えられる高野山真言宗の寺院。火祭りは、波切不動尊の大祭で、「松明行」「湯加持」「火渡り」の荒行が行われ、家内安全や無病息災が祈願される[19]。